# Derby di Verona

I giocatori di Chievo ed Hellas discutono a gioco fermo durante il primo derby veronese della storia, disputatosi il 10 dicembre 1994.

Il derby di Verona è la partita di calcio che mette di fronte le due principali squadre della città veneta, il Chievo e il Verona. È conosciuto anche come derby della Scala, in relazione alla famiglia scaligera che governò sulla città dal 1262 al 1387, o come derby dell'Arena, in riferimento all'anfiteatro romano simbolo della città.
Verona è la quinta città italiana dopo Milano, Torino, Roma e Genova a vantare un derby nella massima serie, oltre che la prima e a tutt'oggi l'unica, nel panorama calcistico maschile italiano, a non essere un capoluogo di regione.

## Storia

### Il declino dell'Hellas e l'ascesa del Chievo
(Coro della tifoseria scaligera)
Fino alla metà degli anni 90 l'ipotesi di una stracittadina veronese sembrava alquanto improbabile: il Verona era infatti l'unica esponente calcistica cittadina a competere nel calcio professionistico, stabilmente affermatasi in Serie A tra gli anni 70 e 80, e raggiungendo il suo massimo periodo di gloria con la vittoria dello scudetto nella stagione 1984-1985, tuttora considerata tra le più grandi imprese nella storia del calcio italiano. Un anno dopo il Paluani Chievo, squadra dell'omonima frazione veronese di poche migliaia di anime, otteneva la promozione in Serie C2 affacciandosi per la prima volta nella sua storia al calcio professionistico, ragione per la quale dovette cambiare il proprio nome in Associazione Calcio Chievo.
Con l'arrivo degli anni 90 l'Hellas andò incontro a un periodo di decadenza, subendo prima la retrocessione in Serie B nella stagione 1989-1990 e poi il fallimento societario nel 1991, cui seguirono una serie di campionati altalenanti tra la massima serie e la cadetteria. A ciò fece da contraltare la rapida ascesa della Squadra della Diga, che nel 1989 conquistò la Serie C1 iniziando a guadagnarsi anche parte del supporto cittadino grazie ai buoni piazzamenti ottenuti nelle categorie inferiori; pertanto nel 1990 il presidente del Chievo, Luigi Campedelli, cambiò la denominazione della squadra in Associazione Calcio ChievoVerona onde identificarla maggiormente con la città agli occhi della platea nazionale. Il punto di svolta arrivò nel 1994, quando la formazione clivense ottenne la promozione in Serie B assicurandosi così la certezza di giocare il primo e storico derby coi concittadini scaligeri. Nonostante ciò tra le due tifoserie continuava a non esservi alcuna rivalità, tanto che tra i 4 000 sostenitori del Chievo presenti a Carrara per la decisiva sfida-promozione vi erano anche diverse centinaia di tifosi del Verona, giunti per assistere all'impresa del quartiere cittadino.

### Anni 90: i derby in cadetteria
(Bruno Perucca, La Stampa, 10 dicembre 1994)
Il primo confronto tra le due compagini veronesi ebbe luogo la sera del 10 dicembre 1994, per l'anticipo della 14ª giornata del campionato di Serie B 1994-1995: di fronte a 30 000 spettatori, terminò 1-1, grazie alla rete di Fabrizio Fermanelli su rigore per il Verona e al pareggio di Riccardo Gori dalla sponda clivense. Il ritorno vide contrapporsi il Verona alla ricerca della promozione e il Chievo intenzionato a chiudere il discorso salvezza, a spuntarla furono i clivensi con un 3-1. Nel campionato successivo, sempre in B, la vittoria fu appannaggio dell'Hellas: il doppio successo nei derby (2-1 e 1-0) contribuì alla promozione in Serie A degli scaligeri, nonché a far pendere il computo statistico in suo favore.
Nelle stagioni 1997-98 e 1998-99 — ancora in seconda divisione — si svolsero 4 gare, la metà delle quali vinte dal Chievo (in entrambi i casi per 2-0): per contro, l'unica vittoria dell'Hellas fu anche quella con lo scarto più ampio mai registrato nelle stracittadine scaligere (4-0). Nel mezzo l'unico incontro tra le compagini terminato a reti bianche fu quello del 20 dicembre 1998, dove furono determinanti gli interventi di Graziano Battistini, portiere del Verona, il quale neutralizzò ben due rigori calciati da Ciro De Cesare. Al termine della stagione il Verona raggiunse nuovamente la promozione in Serie A, mentre il Chievo ottenne la salvezza con 3 giornate di anticipo e un undicesimo piazzamento finale. Nella stagione successiva l'Hellas riuscì a mantenere la massima categoria vincendo lo spareggio con la Reggina, mentre la Squadra della Diga ottenne il terzo posto in cadetteria e la sua prima e storica promozione in Serie A.

### Anni 2000: i confronti in Serie A
Nella stagione successiva rimase memorabile il confronto del 18 novembre 2001, il primo andato in scena nel massimo campionato. Al di là del valore intrinseco della sfida, a conferire maggior risalto fu l'inattesa situazione di classifica: il Chievo, alla prima stagione in massima serie, guardava le avversarie dall'alto comandando la classifica, mentre l'Hellas era in piena corsa per l'Europa trovandosi al quarto posto. L'acceso confronto, caratterizzato da un Bentegodi tutto esaurito con oltre 38.000 spettatori, fece registrare, sul campo, il trionfo del Verona: una gara vissuta con emozione sul terreno di gioco e sugli spalti si concluse con la vittoria in rimonta per 3-2. A portare in vantaggio il Chievo fu la rete di Eriberto, cui fece seguito il raddoppio di Eugenio Corini dal dischetto. Quest'ultimo fu al centro di una polemica in quanto si esibì in un'esultanza molto accesa, nonostante in passato avesse vestito per alcuni anni anche la maglia dell'Hellas. Al termine del primo tempo gli scaligeri riuscirono ad accorciare le distanze grazie al rigore realizzato da Massimo Oddo, mentre nella ripresa l'autogol di Salvatore Lanna e l'espulsione di Massimo Marazzina misero il Chievo in grande difficoltà, tanto che il Verona riuscì a completare la rimonta col gol di Mauro Camoranesi. Scolpite nella memoria collettiva restano la coreografia del settore nord clivense che, in riferimento al coro della Curva Sud "E quando i mussi volarà faremo el derby in Serie A", fece sventolare sopra lo stadio il fantoccio di un asino (chiamato "musso" in veronese) come risposta, oltre che l'esultanza di Alberto Malesani, prodottosi in una sfrenata corsa verso la propria curva al fischio finale.
La partita di ritorno fu invece quella che fece scattare una vera e propria rivalità tra le tifoserie di Chievo ed Hellas; a causarla fu un annuncio controverso della speaker clivense che, alla presentazione delle formazioni, definì il club rivale Hellas Verona 1991, anno della rifondazione del club scaligero dopo il precedente fallimento. Il gesto venne accolto in maniera molto negativa dalla tifoseria dell'Hellas, i cui ultras iniziarono quindi a provare per la prima volta disprezzo verso i concittadini clivensi. L'incontro venne disputato nuovamente in un Bentegodi gremito di 35.000 spettatori e vide il Chievo prevalere in rimonta per 2-1, al vantaggio iniziale di Adrian Mutu rispose una doppietta di Federico Cossato.
Il campionato, complice anche l'esito delle stracittadine, terminò a sorpresa per ambedue le tifoserie: il debuttante Chievo colse un positivo quinto posto (e il conseguente ingresso in Coppa UEFA) mentre l'Hellas cadde in B, venendo condannato all'ultima giornata.

### La mancata fusione e la battaglia dei simboli

Lo stadio Marcantonio Bentegodi, teatro di tutte le stracittadine veronesi finora disputate.

Negli anni successivi i mussi volanti riuscirono a mantenere stabilmente la Serie A ottenendo diversi piazzamenti a metà classifica e rimediando subito all'unica retrocessione della loro storia in cadetteria (2006-2007), riuscendo anche a ottenere una qualificazione ai preliminari di Champions League e al primo turno della Coppa UEFA nel 2006. Molto diversa fu invece la situazione dell'Hellas che, a causa della pessima amministrazione dei successivi proprietari, discese fino alla Serie C, rialzandosi soltanto dai primi anni 2010.
Non si disputarono quindi derby ufficiali per oltre un decennio, dove il Chievo si affermò quindi come unico esponente di Verona nella massima categoria calcistica e pertanto si guadagnò un buon numero di sostenitori nella città, facendo peraltro sempre maggiore sfoggio sulle divise di alcuni simboli cittadini quali la Scala della dinastia scaligera: la cosa fece scoppiare all'inizio della stagione 2010-2011 una vivace polemica negli ambienti scaligeri, secondo i quali quei simboli erano da considerarsi appannaggio esclusivo dell'Hellas, società che già li aveva utilizzati durante gli anni 70 e 80; il presidente del Chievo Luca Campedelli allontanò queste accuse, replicando che l'antica Scala è da intendere come rappresentante di tutta la provincia di Verona, e dimostrando inoltre come il club clivense sfoggiasse tale simbolo sulle proprie maglie fin dagli anni 30.
Nel 2009 scossero l'ambiente veronese le voci che davano Chievo ed Hellas vicine a una fusione: il presidente clivense Campedelli arrivò infatti molto vicino all'acquisizione dei rivali scaligeri, con l'intenzione di unificare le due realtà per dar vita a un'unica grande squadra cittadina. A far saltare il progetto di un ipotetico "Hellas Chievo Verona" furono le pesanti contestazioni di entrambe le tifoserie, specie del North Side clivense, che provocarono il ripensamento del presidente del Verona Giovanni Martinelli, che cedette il club soltanto tre anni dopo a Maurizio Setti.

### Anni 2010: il ritorno in Serie A
(Damiano Tommasi)
La ripresa dell'Hellas culminò nella stagione 2013-2014 con il ritorno in A, dalla stagione seguente la città veneta è tornata quindi a ospitare la stracittadina. Il 23 novembre 2013 Hellas e Chievo tornano a sfidarsi dopo 11 anni, con la classifica che vede gli scaligeri proiettati in 5ª posizione a lottare per le coppe europee, mentre la Squadra della Diga fanalino di coda in classifica apparentemente spacciata nella lotta salvezza. Davanti ai 24.000 spettatori del Bentegodi, un match apparentemente scontato vede invece il Chievo giocare in maniera molto positiva, complice il cambio di allenatore con la panchina affidata a Eugenio Corini. Se l'Hellas fatica a rendersi pericoloso, il Chievo non concretizza le numerose palle gol, fino a che nei minuti di recupero i clivensi riescono a spuntarla a sorpresa per 0-1 grazie alla prima rete in Serie A di Dejan Lazarević, al 93'. Al termine della partita si registrarono degli episodi violenti al di fuori del Bentegodi, i quali videro coinvolto anche il pullman della formazione vincente rimasto bloccato per alcune ore all'interno del parcheggio perché accerchiato dagli ultras del Verona. Alcuni sostenitori del Chievo protestarono contro il sindaco Flavio Tosi accusandolo di aver minimizzato troppo tali gesti e di coprire le violenze degli ultras avversari.
Anche la gara di ritorno venne disputata intorno a numerose polemiche, stavolta riguardanti la decisione del presidente del Chievo Luca Campedelli di alzare il prezzo dei biglietti per la tifoseria avversaria, decisione accolta malamente e mai perdonata da questi. In un Bentegodi dimezzato a trionfare è l'Hellas, grazie alla rete di Luca Toni all'inizio del secondo tempo che permette agli scaligeri di continuare a credere nella qualificazione europea, poi sfumata a fine stagione. Il Chievo riuscì comunque a salvarsi alla penultima giornata, mantenendo così la categoria e confermando anche per la stagione seguente la stracittadina.
Nella stagione 2014-2015 il derby di andata va in scena il 21 dicembre 2014 alle 12:45 e vede entrambe le squadre coinvolte in una tranquilla situazione di metà classifica. La gara è decisa da un gol a cinque minuti dallo scadere del centravanti clivense Alberto Paloschi, al quale però non viene rilevata una posizione di fuorigioco nel colpo di testa decisivo. Negli annali rientra poi l'incontro di ritorno del 10 maggio 2015, il primo terminato in parità nel massimo torneo, con un 2-2 finale che vide Toni e Paloschi andare nuovamente a segno oltre a Juanito Gómez e il capitano nonché primatista del Chievo, Sergio Pellissier. Il campionato successivo vide le due squadre incontrarsi già a ottobre, un Chievo ben piazzato nelle vette della classifica affrontò un Verona in difficoltà che, complice l'infortunio del suo capocannoniere Luca Toni, si ritrovava ultimo in classifica senza nessuna vittoria conquistata. La gara si decise nella ripresa, quando al vantaggio scaligero di Eros Pisano (in posizione di fuorigioco non rilevata) rispose la rete di Lucas Castro per il Chievo, che fissò il punteggio finale sull'1-1. Nella gara di ritorno sedette sulla panchina scaligera Luigi Delneri, artefice del Miracolo Chievo 15 anni prima e ora impegnato nella lotta salvezza col Verona. A sorpresa fu proprio la squadra scaligera a trionfare per 3-1 grazie alle reti di Toni, Pazzini e Ionita, riaprendosi così uno spiraglio verso la salvezza che a fine stagione non arriverà comunque.
Dopo un solo anno di cadetteria il Verona riuscì a tornare subito nella massima categoria, pertanto il 22 ottobre 2017 tornò a disputarsi la stracittadina, vinta per 3-2 dal Chievo grazie alla doppietta di Roberto Inglese (che eguaglia quanto fece Federico Cossato 15 anni addietro) e alla rete di Pellissier. Poco più di un mese dopo, il 29 novembre, le due formazioni danno vita all'inedito duello in Coppa Italia: archiviati sul punteggio di 1-1 i tempi supplementari, l'Hellas trionfa ai rigori per l'errore di Pellissier, guadagnandosi l'accesso agli ottavi di finale della competizione (dove viene però eliminato dal Milan); Pellissier aveva precedentemente sbloccato la gara divenendo il marcatore più prolifico della stracittadina, con 4 reti realizzate in 6 presenze. Il 10 marzo 2018 si gioca il derby di ritorno in casa dell'Hellas; sarà proprio quest'ultimo a spuntarla sui rivali del Chievo grazie a un gol di Caracciolo che fissa il punteggio sull'1-0, riportando in parità il bilancio delle sfide tra scaligeri e clivensi nella massima serie. Al termine della stagione, tuttavia, il Verona non riesce a evitare l'immediato ritorno tra i cadetti, mentre il Chievo mantiene la categoria.

### 2018-2024: fallimento e rinascita del Chievo; ritorno in massima serie dell'Hellas
Nell'annata 2018-2019 avvengono sorti opposte per le due squadre rispetto alla precedente: Il Chievo retrocede in cadetteria dopo 11 stagioni e saluta la bandiera Pellissier, mentre l'Hellas si qualifica in extremis ai playoff vincendoli e tornando quindi in massima serie. Dopo aver mantenuto le proprie categorie fino all'estate 2021, il Chievo, oberato dai debiti e dalle inadempienze amministrative (complice la contestuale crisi della Paluani), viene escluso dai campionati professionistici Nel 2022 il Tribunale di Verona ne ha dichiarato il fallimento, pur proseguendo l'attività grazie all'esercizio provvisorio. Il Chievo riparte poi nel 2024 dalla Serie D, dopo l’acquisizione dello storico marchio ad opera della Clivense.

## Lista dei risultati
| Nº | Data             | Competizione           | Incontro        | Risultato       | Marcatori Chievo                            | Marcatori Verona                                       | Nº |
| -- | ---------------- | ---------------------- | --------------- | --------------- | ------------------------------------------- | ------------------------------------------------------ | -- |
| 1  | 10 dicembre 1994 | Serie B 1994-1995      | Verona - Chievo | 1 - 1           | 75' Gori                                    | 52' (rig.) Fermanelli                                  | 1  |
| 2  | 7 maggio 1995    | Serie B 1994-1995      | Chievo - Verona | 3 - 1           | 19' M. Cossato, 63' Valtolina, 90' Giordano | 73' Cammarata                                          | 2  |
| 3  | 26 novembre 1995 | Serie B 1995-1996      | Chievo - Verona | 1 - 2           | 61' M. Cossato                              | 53' Cammarata, 58' Zanini                              | 3  |
| 4  | 28 aprile 1996   | Serie B 1995-1996      | Verona - Chievo | 1 - 0           |                                             | 78' De Vitis                                           | 4  |
| 5  | 11 ottobre 1997  | Serie B 1997-1998      | Verona - Chievo | 4 - 0           |                                             | 1' Colucci, 26' Aglietti, 40' Corini, 86' Giandebiaggi | 5  |
| 6  | 14 marzo 1998    | Serie B 1997-1998      | Chievo - Verona | 2 - 0           | 65' F. Cossato, 86' Zanchetta               |                                                        | 6  |
| 7  | 20 dicembre 1998 | Serie B 1998-1999      | Verona - Chievo | 0 - 0           |                                             |                                                        | 7  |
| 8  | 16 maggio 1999   | Serie B 1998-1999      | Chievo - Verona | 2 - 0           | 42' Lombardini, 46' Passoni                 |                                                        | 8  |
| 9  | 18 novembre 2001 | Serie A 2001-2002      | Verona - Chievo | 3 - 2           | 33' Eriberto, 37' (rig.) Corini             | 40' (rig.) Oddo, 70' (aut.) Lanna, 73' Camoranesi      | 1  |
| 10 | 24 marzo 2002    | Serie A 2001-2002      | Chievo - Verona | 2 - 1           | 44', 74' F. Cossato                         | 13' Mutu                                               | 2  |
| 11 | 23 novembre 2013 | Serie A 2013-2014      | Verona - Chievo | 0 - 1           | 90+2' Lazarević                             |                                                        | 3  |
| 12 | 5 aprile 2014    | Serie A 2013-2014      | Chievo - Verona | 0 - 1           |                                             | 65' Toni                                               | 4  |
| 13 | 21 dicembre 2014 | Serie A 2014-2015      | Verona - Chievo | 0 - 1           | 81' Paloschi                                |                                                        | 5  |
| 14 | 10 maggio 2015   | Serie A 2014-2015      | Chievo - Verona | 2 - 2           | 9' Paloschi, 40' (rig.) Pellissier          | 20' Gomez, 26' Toni                                    | 6  |
| 15 | 3 ottobre 2015   | Serie A 2015-2016      | Chievo - Verona | 1 - 1           | 83' Castro                                  | 70' Pisano                                             | 7  |
| 16 | 20 febbraio 2016 | Serie A 2015-2016      | Verona - Chievo | 3 - 1           | 71' (rig.) Pellissier                       | 29' Toni, 57' Pazzini, 95' Ioniță                      | 8  |
| 17 | 22 ottobre 2017  | Serie A 2017-2018      | Chievo - Verona | 3 - 2           | 23', 30' (rig.) Inglese, 73' Pellissier     | 6' Verde, 55' (rig.) Pazzini                           | 9  |
| 18 | 29 novembre 2017 | Coppa Italia 2017-2018 | Chievo - Verona | 1 - 1 (4-5 dtr) | 8' Pellissier                               | 34' Fares                                              | 1  |
| 19 | 10 marzo 2018    | Serie A 2017-2018      | Verona - Chievo | 1 - 0           |                                             | 52' Caracciolo                                         | 10 |

## Statistiche

### Complessive
Statistiche aggiornate al 10 marzo 2018.
|                       | Totale di gare giocate | Vittorie Chievo | Pareggi | Vittorie Hellas | Reti Chievo | Reti Hellas |
| Serie A               | 10                     | 4               | 2       | 4               | 13          | 14          |
| Serie B               | 8                      | 3               | 2       | 3               | 9           | 9           |
| Coppa Italia          | 1                      | 0               | 1       | 0               | 1           | 1           |
| Totale gare ufficiali | 19                     | 7               | 5       | 7               | 23          | 24          |

In accordo al regolamento, le partite concluse ai rigori sono considerate pareggi.

### Classifica marcatori

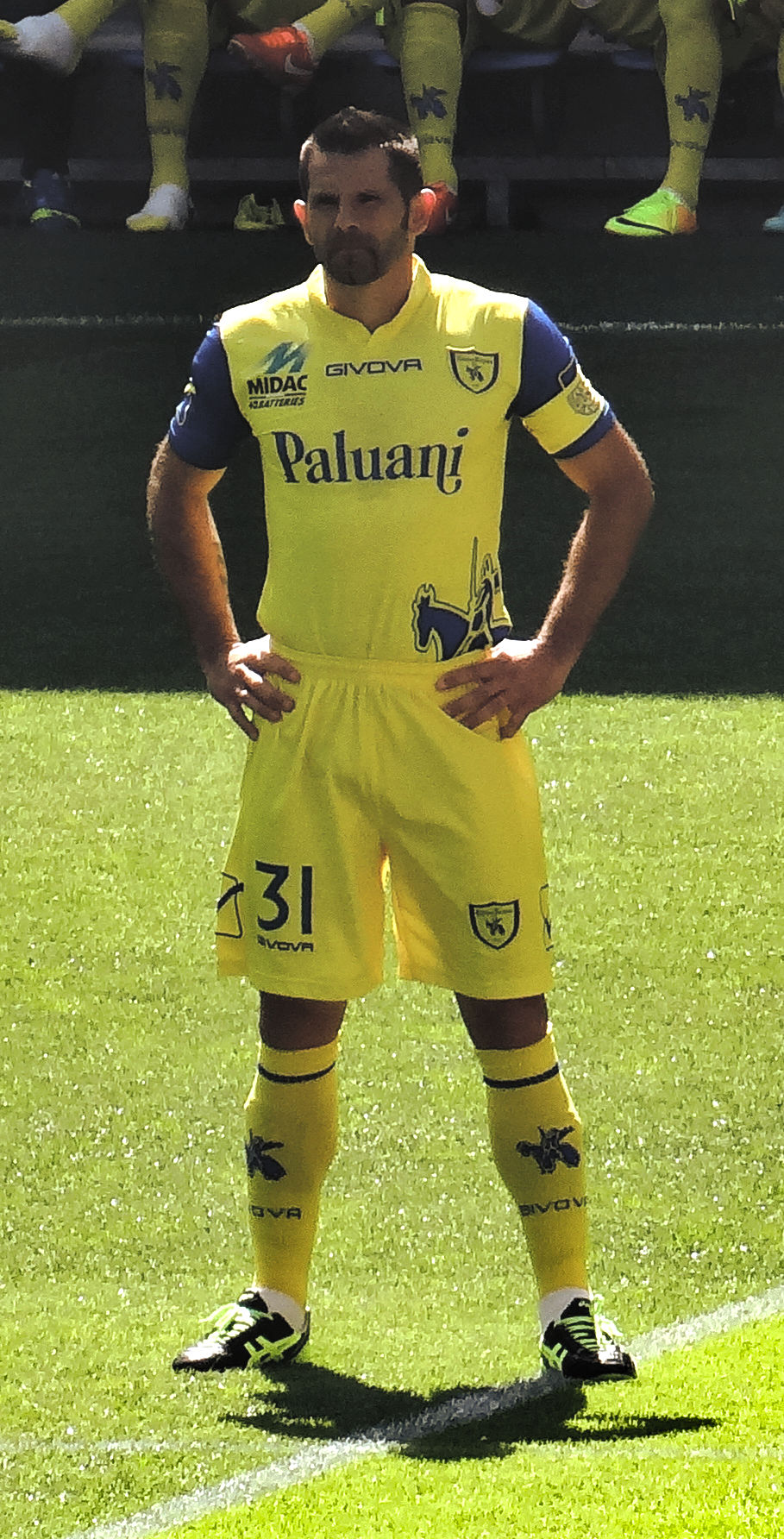
Il clivense Sergio Pellissier, miglior marcatore del derby veronese.

| Giocatore          | Squadra       | Serie A | Serie B | Coppa Italia | Totale |
| ------------------ | ------------- | ------- | ------- | ------------ | ------ |
| Sergio Pellissier  | Chievo        | 3       | 0       | 1            | 4      |
| Luca Toni          | Verona        | 3       | 0       | 0            | 3      |
| Federico Cossato   | Chievo        | 2       | 1       | 0            | 3      |
| Alberto Paloschi   | Chievo        | 2       | 0       | 0            | 2      |
| Roberto Inglese    | Chievo        | 2       | 0       | 0            | 2      |
| Giampaolo Pazzini  | Verona        | 2       | 0       | 0            | 2      |
| Eugenio Corini     | Verona Chievo | 1       | 1       | 0            | 2      |
| Fabrizio Cammarata | Verona        | 0       | 2       | 0            | 2      |
| Michele Cossato    | Chievo        | 0       | 2       | 0            | 2      |

### Classifica presenze calciatori

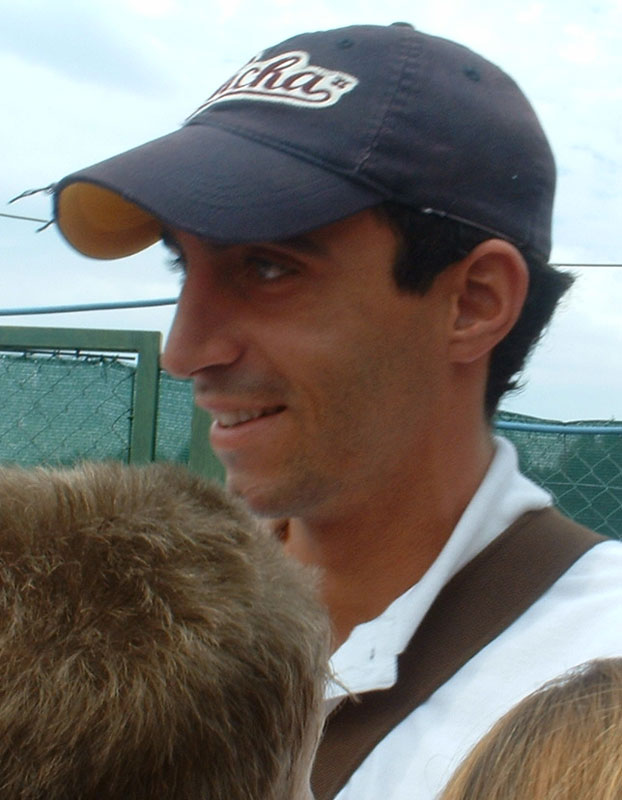
Dario Dainelli, pluripresente nel derby veronese, giocando in entrambe le squadre.

| Calciatore         | Presenze               |
| ------------------ | ---------------------- |
| Lorenzo D'Anna     | 9 ( Chievo)            |
| Maurizio D'Angelo  | 7 ( Chievo)            |
| Dario Dainelli     | 7 (1 Verona, 6 Chievo) |
| Sergio Pellissier  | 7 ( Chievo)            |
| Alessandro Manetti | 6 ( Verona)            |
| Vaggelīs Moras     | 6 ( Verona)            |
| Luca Toni          | 5 Verona               |
| Antonio De Vitis   | 5 Verona               |
| Eugenio Corini     | 5 (2 Verona, 3 Chievo) |
| Michele Cossato    | 5 (4 Chievo, 1 Verona) |
| Enrico Franchi     | 5 ( Chievo)            |
| Andrea Guerra      | 5 ( Chievo)            |

### Classifica presenze allenatori

Alberto Malesani, pluripresente sulle panchine del derby veronese tra coloro che hanno guidato entrambe le squadre.

| Allenatore        | Presenze               |
| ----------------- | ---------------------- |
| Rolando Maran     | 7 ( Chievo)            |
| Alberto Malesani  | 6 (4 Chievo, 2 Verona) |
| Andrea Mandorlini | 5 ( Verona)            |
| Luigi Delneri     | 3 (2 Chievo, 1 Verona) |
| Fabio Pecchia     | 3 ( Verona)            |
| Bortolo Mutti     | 2 ( Verona)            |
| Attilio Perotti   | 2 ( Verona)            |
| Silvio Baldini    | 2 ( Chievo)            |
| Luigi Cagni       | 2 ( Verona)            |
| Lorenzo Balestro  | 2 ( Chievo)            |
| Cesare Prandelli  | 2 ( Verona)            |
| Eugenio Corini    | 2 ( Chievo)            |

### Calciatori che hanno giocato per entrambe le squadre
Di seguito la lista, in ordine alfabetico, dei calciatori che hanno militato sia nel Chievo che nell'Hellas.
- Elvis Abbruscato
- Alfredo Aglietti
- Jonathan Binotto
- Saša Bjelanović
- Erjon Bogdani
- Simone Bonomi
- Fabrizio Cacciatore
- Giuseppe Colucci
- Eugenio Corini
- Michele Cossato
- Dario Dainelli
- Massimiliano Esposito
- Diego Farias[42]
- Ivan Fatić[42]
- Flavio Fiorio
- Paolo Foglio
- Alessandro Gamberini
- Stefano Garzon
- Stefano Ghirardello
- Matteo Gianello
- Tiberio Guarente
- Andrea Guerra
- Vincenzo Italiano
- Antimo Iunco
- Luigi Martinelli
- Martino Melis
- Luca Mezzano
- Marco Parolo[42]
- Matteo Pivotto
- Alessandro Rinaldi
- Matteo Rubin[43]
- Luciano Venturini
- Marco Zamboni
- Marco Zanchi[42]

### Allenatori che hanno allenato entrambe le squadre
- Alberto Malesani (Chievo 1993-1997; Verona 2001-2003)
- Luigi Delneri (Chievo 2000-2004, 2006-2007; Verona 2015-2016)
- Gian Piero Ventura (Verona 2006-2007; Chievo 2018)
- Alfredo Aglietti (Verona 2019; Chievo 2020-2021)
- Marco Zaffaroni (Chievo 2021[44]; Verona 2022-2023)